# 巴勒莫 (緬因州)
巴勒莫（英語：Palermo）是一個位於美國緬因州瓦多縣的鎮。

## 人口
根據2020年美國人口普查的數據，巴勒莫的面積為112.85平方千米，當中陸地面積為105.05平方千米，而水域面積為7.80平方千米。當地共有人口1570人，而人口密度為每平方千米14人。